# Парфан Тарас Дмитрович
Тарас Дмитрович Парфан (нар. 29 березня 1968, с. Підгір'я, Богородчанський район, Івано-Франківська область, УРСР) — український політик, голова Богородчанської районної державної адміністрації Івано-Франківської області, заступник голови Івано-Франківської обласної державної адміністрації, волонтер, громадський діяч.

## Життєпис
Народився 29 березня 1968 року в селі Підгір'я Богородчанського району Івано-Франківської області.
Протягом 1985-1992 навчався в Івано-Франківському державному педагогічному інституті ім. В. Стефаника на спеціальності «Історія і педагогіка». Згодом на юридичному факультеті Національної академії внутрішніх справ України (1998-2002). У 2005-2008 роках здобував фах магістра державного управління у Національній академії державного управління при Президентові України.

### Професійна діяльність
Із 1992 по 2002 очолював приватні підприємства, а з жовтня 2002 по лютий 2005 займався адвокатською діяльністю. 
З березня 2005 по лютий 2008 очолював Богородчанську районну державну адміністрацію. З лютого 2008 по квітень 2010 працював на посаді заступника голови Івано-Франківської обласної державної адміністрації.
Згодом продовжив займатися незалежною адвокатською діяльністю. 

### Суспільно-політична діяльність
Обирався депутатом Богородчанської районної ради (2006-2010),  Івано-Франківської обласної ради (2010-2015). Був головою депутатської фракції “УДАР” в обласній раді.
Активний учасник Революції гідності та волонтерського руху.
З листопада 2016 року – член Політради партії «Українське об’єднання патріотів – УКРОП».